# Szén-hegy

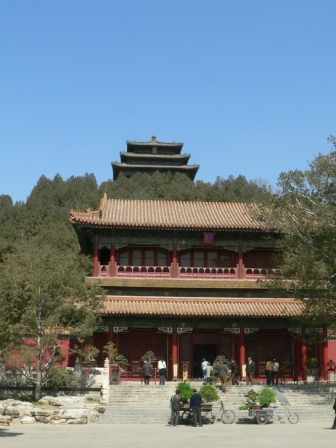
A Szén-hegy egyik csúcsa

A Szén-hegy a pekingi Tiltott Várostól északra emelkedő 45 méter magas mesterséges domb, népszerű közpark, szép kilátással. Hivatalos neve is Szép Kilátás-hegy (Csingsan (Jingshan)), de a köznyelv csak Szén-hegynek, Mejsan (Meishan)nak hívja (Méishān, 煤山), amit a helyi magyar kolónia is átvett. Egy legenda szerint ugyanis itt tárolták a császári udvar szénkészleteit, de erre a történészek nem találtak bizonyítékot.

## Története
A hegyet a Ming-dinasztia idején, Jung-lö (Yongle) császár uralkodása alatt hozták létre a Tiltott Várost körülvevő árkokból, valamint a környező mesterséges tavakból kitermelt földből.
Pontosan a palotarendszer és egyúttal a város észak-déli tengelyén helyezkedik el, több mint 230 000 négyzetméter területen. A fengsuj (feng shui) elvek alapján az volt a feladata, hogy a császári palotát megvédje az ártó északi befolyástól.
A dombon öt önálló csúcsot alakítottak ki, és mindegyikre építettek egy gyönyörű pavilont még Csien-lung kínai császár (Qianlong) idején. Ezeket azóta számos alkalommal restaurálták.
A domb csúcsán álló Tízezer Tavasz pavilonja a belső város centruma, sokáig egyben legmagasabb pontja is volt. A domb mögötti épületben mutatták be a császárok áldozataikat őseik arcképe előtt.
A domb a császári korban a Tiltott Várost körülvevő, a köznéptől ugyancsak elzárt Császárvároson belül volt, és csak az udvar használta rendezvények és pihenés céljára.

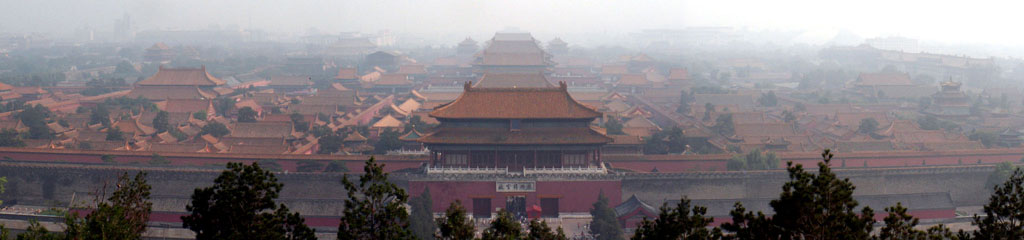
A Tiltott Város északról, a Szén-hegyről nézve

A helyhez fűződő másik legenda szerint itt követett el öngyilkosságot az utolsó Ming császár. A Li Ce-cseng (Li Zicheng) vezette parasztfelkelők elől menekülve Csung-csen (Chongzhen) császár 1644. március 19-én a domb keleti oldalán felakasztotta magát egy fára. Bár a legendát a korabeli pekingi udvarban élt jezsuiták visszaemlékezései is tartalmazzák, hitelességében a szakértők egy része kételkedik.